# ATC kód A07
ATC kód A07 Antidiarrhoika, intestinální antiinfektiva je hlavní terapeutická skupina anatomické skupiny A. Trávicí ústrojí a metabolismus.

## A07A Střevní antiinfektiva

### A07AA Antibiotika
A07AA11 Rifaximin

### A07AX Jiná střevní antiinfektiva
A07AX Jiná střevní antiinfektiva
A07AX03 Nifuroxazid

## A07B Střevní adsorbencia

### A07BA Přípravky obsahující aktivní uhlí
A07BA01 Medicinální uhlí
A07BA51 Medicinální uhlí,kombinace

### A07BC Jiná adsorbencia
A07BC05 Diosmektit

## A07D Antipropulsiva

### A07DA Antipropulsiva
A07DA	Antipropulsiva
A07DA03 Loperamid
A07DA53 Loperamid, kombinace

## A07E Střevní protizánětlivá léčiva

### A07EA Kortikosteroidy působící lokálně
A07EA06 Budesonid

### A07EB Antialergika kromě kortikosteroidů
A07EB01 Kyselina kromoglyková

### A07EC Kyselina aminosalicylová a podobné látky
A07EC01 Sulfasalazin
A07EC02 Mesalazin

## A07F	Protiprůjmové mikroorganismy

### A07FA Protiprůjmové mikroorganismy
A07FA	Protiprůjmové mikroorganismy
A07FA01 Organismy produkující kyselinu mléčnou
A07FA02 Saccharomyces boulardii

## Poznámka
- Registrované léčivé přípravky na území České republiky.
- Informační zdroj: Státní ústav pro kontrolu léčiv, Všeobecná zdravotní pojišťovna.